# Mosquito Range
Die Mosquito Range (Höhe ca. 4000 Meter) ist ein hoher Gebirgszug in den Rocky Mountains in Zentral-Colorado in den Vereinigten Staaten. Die Gipfel der Gebirgskette bilden einen Gebirgskamm, der sich in Nord-Süd-Richtung über etwa 64 km vom südlichen Summit County am nördlichen Ende und dann entlang der Grenze zwischen den Countys Lake und Park erstreckt.
Die Gebirgskette bildet eine hohe Barriere, die das Quellgebiet des Arkansas River bei Leadville von South Park und das Quellgebiet des South Platte River bei Fairplay trennt. Der höchste Gipfel der Gebirgskette ist der Mount Lincoln mit einer Höhe von 4354 Meter. Weitere Viertausender in der Gebirgskette sind Quandary Peak (4350 Meter), Mount Bross (4320 Meter), Mount Democrat (4310 Meter) und Mount Sherman (4280 Meter).